# Liski (Sępopol)
Pour les articles homonymes, voir Liski (homonymie).
Liski est un village polonais de la voïvodie de Varmie-Mazurie, dans le powiat de Bartoszyce.